# Désocclusion inaudible

En phonétique articulatoire, la désocclusion inaudible est une modification de l’articulation d’une consonne occlusive empêchant le relâchement soudain du blocage complet de l’écoulement de l’air au niveau du point d’articulation de cette consonne. Dans l’alphabet phonétique international, elle est indiquée à l’aide du diacritique angle gauche ‹  ̚ › placé en haut à droite du symbole de la consonne occlusive.

## Exemples
En anglais, la première consonne occlusive d’un groupe consonantique a généralement une désocclusion inaudible : apt [ˈæp̚t], doctor [ˈdɒk̚tər], ou logged on [ˌlɒɡ̚dˈɒn].